# Airole
Ne doit pas être confondu avec Airola.
Airole est une commune de la province d'Imperia dans la Ligurie en Italie.

## Géographie
Village de l'arrière-pays de la Riviera ligure, perché sur une hauteur dominant la vallée du fleuve côtier Roya, à 10 km de l'embouchure de celui-ci dans la mer Méditerranée (à Vintimille), Airole est à environ 55 km d'Imperia, le chef-lieu provincial. La desserte routière se fait principalement par la section sud de la route nationale 20 (it) (en italien : Strada statale 20 del Colle di Tenda e di Valle Roja). Cette section, qui est aussi une partie de la route européenne 74, suit la basse vallée de la Roya, et permet depuis Airole de relier au sud Vintimille, et au nord, à 4 km, la frontière franco-italienne, (la route devenant ensuite RD 6204 en territoire français, en direction du col de Tende).

## Toponymie
De l'occitan airòl/airòla, "aire, petite aire", mais plus vraisemblablement ici de l'occitan alpin arolla, "pin cembro".

## Administration
| Période                                  | Période  | Identité        | Étiquette | Qualité |
| ---------------------------------------- | -------- | --------------- | --------- | ------- |
| 14 juin 2004                             | En cours | Andrea Molinari |           |         |
| Les données manquantes sont à compléter. |          |                 |           |         |

### Hameaux
- frazione : Collabassa
- bourgs : case Noceire, case Giauma

### Communes limitrophes
Dolceacqua, Olivetta San Michele et Vintimille (Ventimiglia). 